# Betta stiktos
Betta stiktos är en fiskart som beskrevs av Tan och Ng 2005. Betta stiktos ingår i släktet Betta och familjen Osphronemidae. IUCN kategoriserar arten globalt som otillräckligt studerad. Inga underarter finns listade.